# Dinastia Romanov
A Casa de Romanov ou Dinastia Romanov (em russo: Дом Рома́новых, transl. Dom Romanovykh) governou o Império Russo por mais de 300 anos, de 1613 a 1917, quando o czar Miguel I acendeu o trono até a abdicação do czar Nicolau II, assassinado junto com sua esposa e filhos no porão da Casa Ipatiev em Ecaterimburgo, em julho de 1918, após a Revolução de 1917, liderada pelos bolcheviques. Entre 1762 e 1917, a Rússia foi governada por uma ramificação da Casa de Oldemburgo, que manteve o sobrenome Romanov, hoje ainda utilizado por seus descendentes.
O primeiro czar Romanov que a Rússia teve foi Miguel I. O último foi Nicolau II, assassinado junto com sua esposa e filhos no porão da casa Ipatiev na cidade de Ecaterimburgo, em julho de 1918, após a revolução de 1917, liderada pelos bolcheviques.
Houve boatos de que a Grã-Duquesa Anastásia, filha do último soberano da Rússia, o Czar Nicolau II, sobrevivera ao massacre e estaria viva, mas cientistas provaram que ela morreu juntamente do resto de sua família, a filha de Nicolau foi enterrada perto da sepultura dos pais.
Em 1924, o Grão-Duque Cyrill Vladimirovich da Rússia, descendente da linha masculina direta patrilinear (neto) de Alexandre II da Rússia, reivindicou a chefia da Casa Imperial de Romanov. Sua neta, grã-duquesa Maria Vladimirovna da Rússia, é a pretendente atual, seu único filho Jorge Mikhailovich é seu herdeiro aparente.

## Origens
A origem dos Romanov remonta a 12 outras nobres famílias russas cujo ancestral comum é Andrei Kobila, atestado como um boiardo a serviço de Simão I da Rússia. Gerações posteriores associaram a Kobila um ilustre pedigree. Inicialmente reivindicava-se que ele viera para Moscou em 1341, da Prússia, onde seu pai era um famoso rebelde. No final do século XVII, foi publicada uma linha genealógica fictícia segundo a qual sua origem remontava a Júlio César, ditador e general do Império Romano.
Acredita-se que as origens de Andrei Kobila eram menos nobres, não apenas pelo fato de kobyla ser a palavra russa para égua, mas porque seus parentes também eram apelidados por cavalos e outros animais domésticos, sugerindo então descenderem de cavaleiros reais. Um dos filhos de Kobila, Fiódor membro da Duma Boiarda de Demétrio I, foi alcunhado de Kochka (gato, em russo). Seus descendentes tomaram para si o sobrenome Kochin, e depois o alteraram para Zakharin. Posteriormente a família dividiu-se em dois ramos: Zakharin-Yakovlev e Zakharin-Yuriev.
Durante o reinado de Ivã o Terrível, um dos ramos ficou conhecido como Yakovlev (sendo que Alexander Herzen é o seu membro mais ilustre), enquanto o neto de Roman Zakharin-Yuriev mudou o nome do seu ramo para Romanov. Após uma assembleia nacional de nobres realizada em 21 de fevereiro de 1613, em função de uma doença mental que o filho do último imperador tinha, Miguel Romanov foi nomeado czar da Rússia e desde então a família Romanov passou a ser a soberana de toda a extensão da Moscóvia e do Império Russo, fato que perdurou até 1917, quando a Revolução Russa de 1917 triunfou, sendo então proclamada a República Soviética da Rússia, pondo fim ao regime absolutista. Durante a guerra, muitas aristocratas da família apoiaram um certo assistencialismo de cunho filantrópico as famílias envolvidas no combate e a dinastia tem ligações sanguíneas com a monarquia inglesa que era aliada no conflito.

## Lista de soberanos da dinastia Romanov e Holsácia-Gottorp-Romanov
- Miguel I (1613 - 1634 e 1634 - 1645)
- Aleixo I (1645 - 1676)
- Teodoro III (1676 - 1682)
- Ivan V (1682 – 1696)
- Pedro I, o Grande (1682 - 1725)
- Catarina I (1725 - 1727)
- Pedro II (1727 - 1730)
- Ana (1730 - 1740)
- Ivan VI (1740 - 1741)
- Isabel (1741 - 1762)
- Pedro III (1762)
- Catarina II, a Grande (1762 - 1796)
- Paulo I (1796 - 1801)
- Alexandre I (1801 - 1825)
- Nicolau I (1825 - 1855)
- Alexandre II (1855 - 1881)
- Alexandre III (1881 - 1894)
- Nicolau II (1894 - 1917)